# Sansac-Veinazès
Sansac-Veinazès település Franciaországban, Cantal megyében. Lakosainak száma 201 fő (2022. január 1.). Sansac-Veinazès Junhac, Labesserette, Lacapelle-del-Fraisse, Marcolès és Sénezergues községekkel határos.

## Népesség
A település népessége az elmúlt években az alábbi módon változott:
| Lakosok száma | 247  | 209  | 202  | 199  | 225  | 219  | 216  | 217  | 212  | 201  |
|               | 1968 | 1982 | 1990 | 2006 | 2013 | 2015 | 2017 | 2019 | 2020 | 2022 |